# Robert Zoske

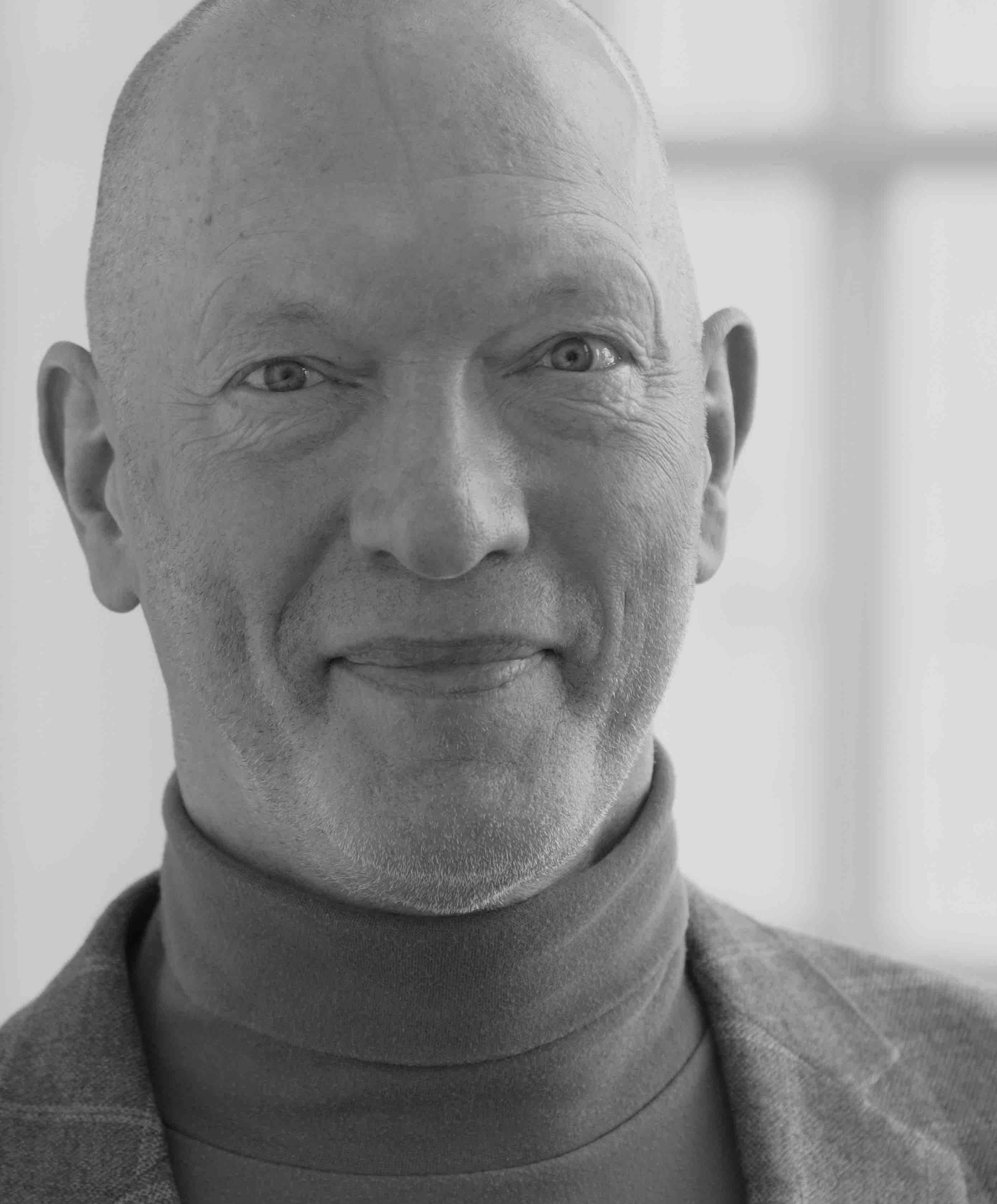
Robert M. Zoske (2020)

Robert M. Zoske (* 1952 in Hohenwestedt) ist ein deutscher evangelischer Pfarrer, der mit Publikationen zur Geschichte der Widerstandsbewegung Weiße Rose in Erscheinung getreten ist.

## Leben
Zoske absolvierte eine Kaufmannslehre sowie eine Bibelschule und machte Abitur auf dem zweiten Bildungsweg, bevor er evangelische Theologie an den Universitäten Tübingen, Göttingen, München und Kiel studierte. Von 1986 bis 2017 war er Pastor der Evangelisch-Lutherischen Kirche in Norddeutschland, zuletzt in Hamburg. Von 2007 bis 2011 teilte er sich mit seiner Frau die Pfarrstelle der deutschen evangelischen Gemeinde in Antwerpen. Er wohnt in Hamburg.
2014 promovierte er an der Helmut-Schmidt-Universität in Hamburg über Hans Scholl und dessen religiöse Motivation. Er veröffentlichte 2018 dessen Biographie. Zoske fand im Rahmen seiner Forschung auch bisher nicht beachtete religiöse Gedichte von Scholl aus der Zeit von 1937 bis 1939. Er benutzte dabei den umfangreichen Nachlass der Schwester von Hans Scholl, Inge Aicher-Scholl, im Institut für Zeitgeschichte in München. 2020 erschien seine Biografie über Sophie Scholl, 2023 eine Monografie der Widerstandsbewegung Weiße Rose.
Von ihm stammen auch Radio- und Textbeiträge zu Kunst und Religion.

## Veröffentlichungen
- Flugversuche – Radioandachten und Texte, Steinmann Verlag, Rosengarten bei Hamburg 2008, ISBN 978-3-927043-27-5.
- Sehnsucht nach dem Lichte – Zur religiösen Entwicklung von Hans Scholl – Unveröffentlichte Gedichte, Briefe und Texte, Herbert Utz Verlag, München 2014, ISBN 978-3-8316-4321-9.
- Flamme sein! Hans Scholl und die Weiße Rose – Eine Biografie, C. H. Beck, München 2018, ISBN 978-3-406-70025-5.
- Sophie Scholl: Es reut mich nichts – Porträt einer Widerständigen, Propyläen Verlag, Berlin 2020, ISBN 978-3-549-10018-9.
- Die Weiße Rose – Geschichte, Menschen, Vermächtnis. C. H. Beck, München 2023, ISBN 978-3-406-79745-3.